# Anisodes inquinata
Anisodes inquinata är en fjärilsart som beskrevs av Paul Dognin 1906. Anisodes inquinata ingår i släktet Anisodes och familjen mätare. Inga underarter finns listade i Catalogue of Life.